# Dragica Pavlov Krstić
Dragica Pavlov Krstić (Vlasi, 20. oktobar 1958 — Pirot, 2. novembar 2013) bila je novinarka, dokumentaristkinja i aktivistkinja. Gimnaziju je završila u Pirotu. 
Diplomirala je novinarstvo na Fakultetu političkih nauka u Beogradu. Novinarsku karijeru počela je 1983. godine u „Tigrovom“ fabričkom listu u Pirotu. Radila je i u opštinskom listu „Tribina“ u Trsteniku. Narednu deceniju provodi u RTV Trstenik kao novinarka, urednica i šefica DESK-a. U TV Pirot je od njenog osnivanja 1999. godine. Bila je prva odgovorna urednica u ovom regionalnom mediju i urednica dokumentarnog programa. Poslednju godinu života provela je kao odgovorna urednica i direktorka TV Pirot.

## Aktivistički angažaman
Dragica Pavlov Krstić je jedna od osnivačica ženskog udruženja "Žene Juga", i aktivistkinja Mreže Žena u crnom.
Kao u svom profesionalnom, tako i u društvenom angažmanu. Dragica Pavlov Krstić se bavila potlačenim grupama i mirovnom politikom, pa je i kao aktivistkinja ulestvovala u nizu akcija i konferencija u vezi sa suočavanjem sa prošlošću, položaja žena i sl. Aktivno je učestvovala u organizaciji Ženskog suda (za bivšu Jugoslaviju).

## Nagrade
Dragica Pavlov Krstić je 2012. dobila nagradu UNICEF-a za izveštavanje o vršnjačkom nasilju. Među ostalim nagradama za dokumentarne filmove, čije autorstvo potpisuju i stalne saradnice - Gordana Simonović Veljković i Marija Penčić, jesu:
- Prva nagrada za izveštavanje o ekonomskim temama NUNS, Ministarstva rada i Međunarodne federacije rada.
- Za izveštavanje o socijalnim temama za dokumentarni film "Književni dan jednog feniksa", dobila je nagradu "Zlatna buklija" u Velikoj Plani (2011).
- Prva nagrade za dokumentarni film "Glad" na Međunarodnom festivalu dokumentarnog filma, a za taj film dobila je još jednu "Zlatna buklija" u Velikoj Plani (2011).
- Specijalna nagrada za promociju verskog turizma na "Film festu Jahorina" u Sarajevu, za film "Ćelavi Isus".